# Four Embarcadero Center

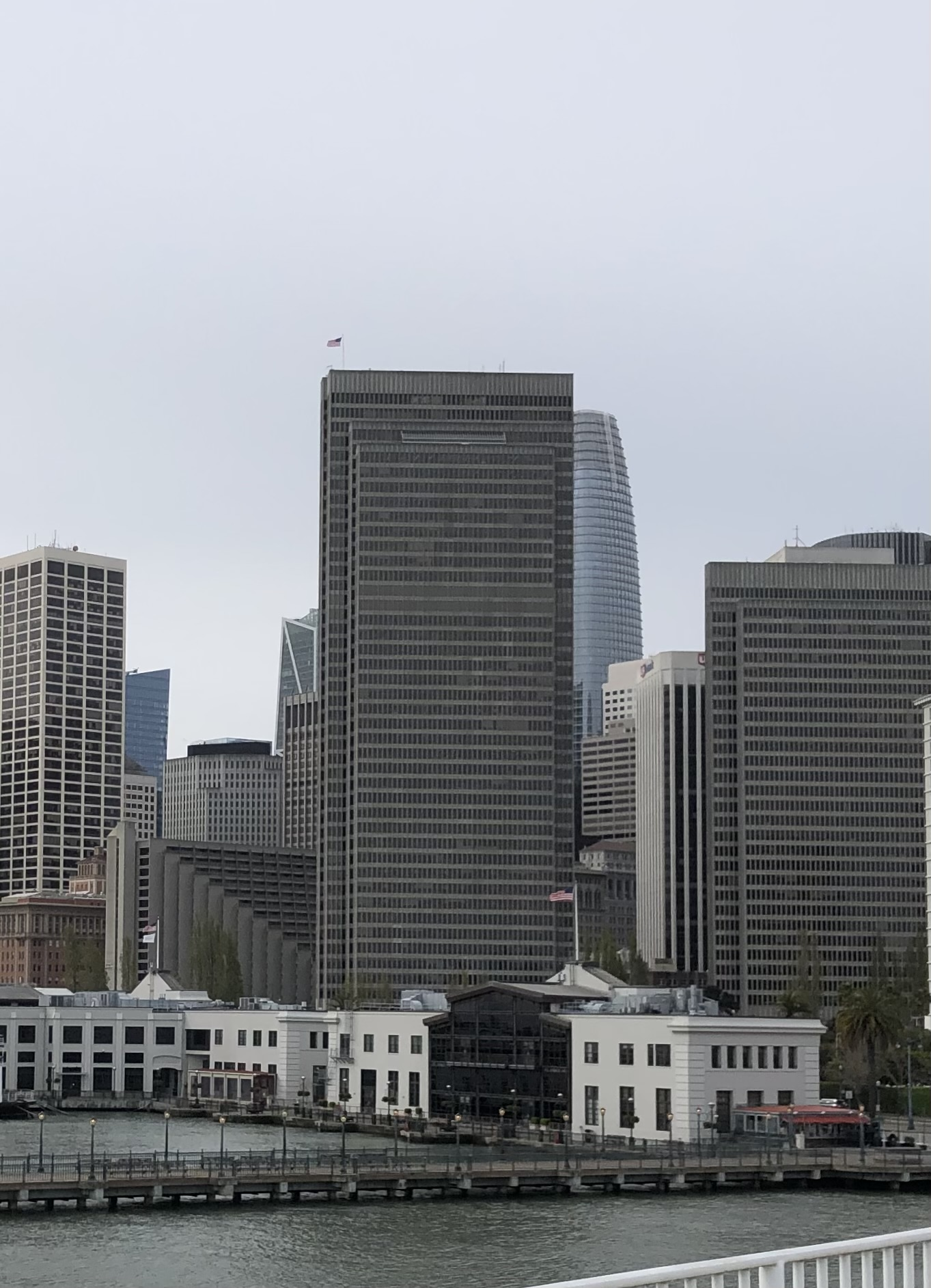
Four Embarcadero Center, 2023

Four Embarcadero Center ist ein Wolkenkratzer in San Francisco, Kalifornien. 

## Lage
Das Gebäude ist Teil des Embarcadero Centers und befindet sich im Stadtteil Financial District in San Francisco an der Adresse 55 Clay Street. Nördlich des Hauses erstreckt sich der Sue Bierman Park und verläuft die Clay Street, westlich die Drumm Street.

## Architektur und Geschichte
Der Wolkenkratzer wurde 1982 fertiggestellt. Er erreicht mit 45 Stockwerken eine Höhe von 174 Metern und ist das höchste Gebäude des Komplexes. Das Haus dient als Bürogebäude. Als Architekt wirkte John Portman.